# 弗勒斯河
50°6′2.30″N 9°27′36.01″E / 50.1006389°N 9.4600028°E

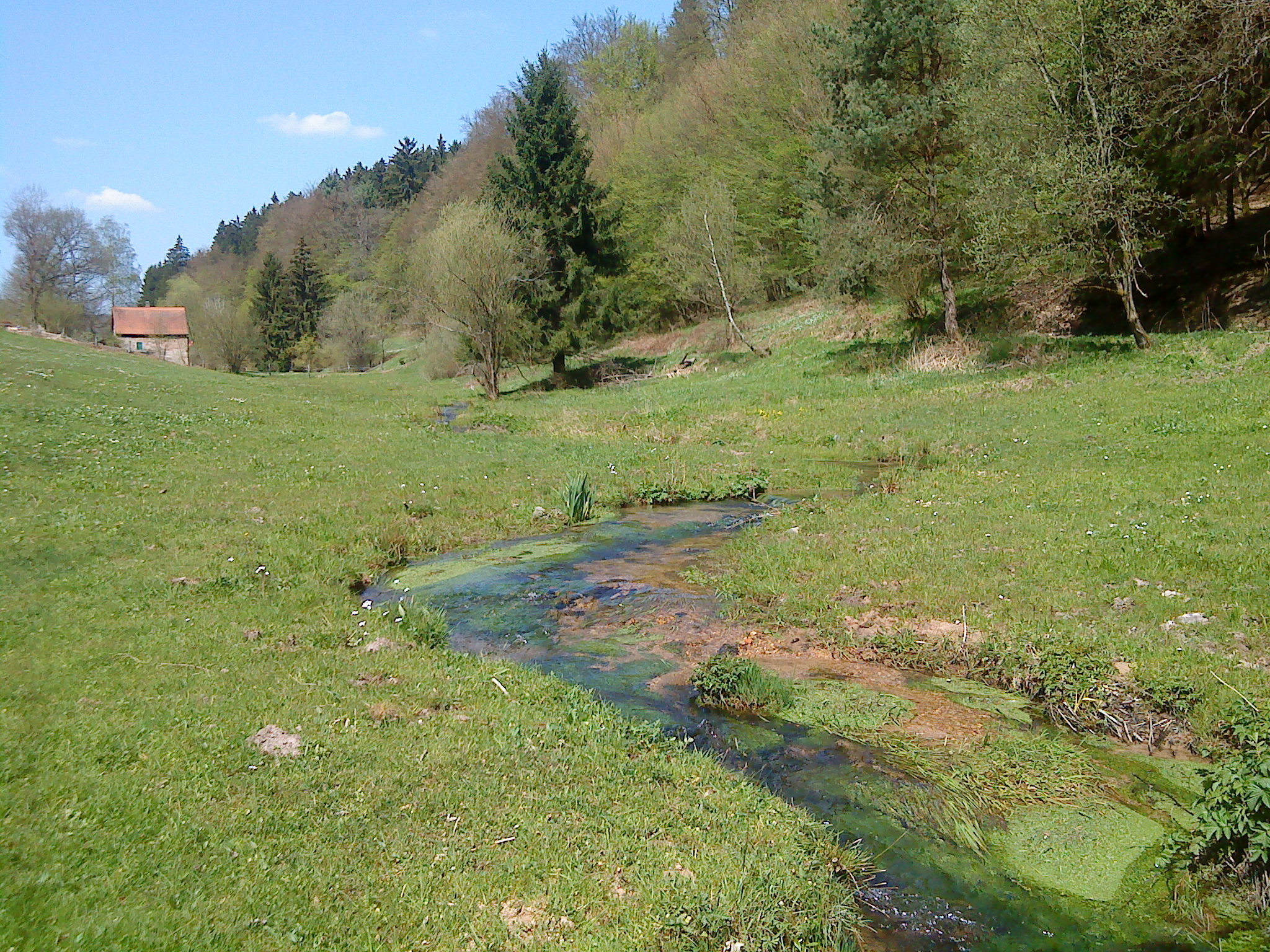

弗勒斯河（德語：Flörsbach），是德國的河流，位於該國中部，由黑森州負責管轄，屬於洛爾河的右支流，河道全長5.9公里，流域面積14.9平方公里。